# Zachowywanie historii mówionej
Zachowywanie historii mówionej jest to pole działalności, zajmującej się opieką nad i utrzymaniem zebranych materiałów historii mówionej, niezależnie od postaci tych przekazów. Historia mówiona jest to metoda historycznej dokumentacji, w której wykorzystuje się relacje żyjących uczestników zdarzeń, które się bada. Historia mówiona często dotyka tematów rzadko pojawiających się na kartach dokumentów pisanych, a przez to, uzupełnia luki w historii.

## Zbieranie relacji historii mówionej
Najwcześniejszą metodą zachowywania przekazów historii mówionej było zapamiętywanie ich. Wraz z ubywaniem starszych osób chcących zachowywać i przekazywać dalej opowieści, kulturowe wspomnienia zaczęły zanikać.
Wraz z nastaniem epoki słowa pisanego, stało się możliwe zachowanie historii bez używania pamięci wybranych osób. Słowo mówione było transkrybowane, a dzięki temu naoczne relacje tych, którzy przeżyli znaczące lub bardziej codzienne wydarzenia, mogły zostać zachowane dla przyszłych pokoleń. Taka metoda zachowywania wkrótce została połączona z różnymi możliwościami zapisu dźwięku. Słowo mówione mogło zostać nagrane na kasetę audio lub video lub na nośniki cyfrowe.
Nowe media pozwalają na zachowywanie dłuższych, bogatszych historii, wiąże się to jednak też z większymi utrudnieniami dla badaczy historii mówionej. Jednym z takich problemów jest kwestia praw autorskich i obaw natury etycznej. Prawo autorskie nie tyczy się przekazów ustnych, a przynajmniej nie tak jednoznacznie jak to jest w przypadku dokumentów pisanych. Trudno jest zdecydować, kto ma prawa do materiału i jak z nim postępować. Są jednak sposoby na to, by rozwiązać sprawy praw autorskich i obaw natury etycznej. Jeden z takich sposobów to list intencyjny.

## Sposoby zachowywania przekazów historii mówionej
Wczesne metody nagrywania dźwięków wykorzystywały cylindry fonografowe (igła rysowała woskowe żłobki na zewnętrznej stronie cylindra), płyty gramofonowe (rowki na płaskim dysku) i urządzenia magnetyczne.
Pomimo popularności nagrywania na magnetofony szpulowe, nagrywanie video stało się standardem. To pozwala badaczowi na branie pod uwagę języka ciała i mimiki (ważne środki komunikacji). Pojawił się także trend do używania telefonów w celu nagrywania "audio dzienników", kiedy dystans uniemożliwia kontakt twarzą w twarz.
By zapewnić przekazom historii mówionej odpowiednie zachowanie, ważne jest by je poprawnie przetranskrybować i przechować na odpowiednich nośnikach. Ważne jest także, by zachować przekazy w formacie cyfrowym by zapewnić im długowieczność i użyteczność. Z wielu powodów, format CD jest najbardziej efektywnym, dostępnym rozwiązaniem. Wielu badaczy debatowało nad tym zagadnieniem przez poprzednie lata, ale w związku z rozwojem coraz to nowszych technik, werdykt ciągle się zmienia. Nagrywanie relacji na płyty CD może być powodem wielu problemów, ale jest to rozwiązanie najtrwalsze i cenowo najbardziej przystępne. 
Płyty kompaktowe są lepszym rozwiązaniem przy zachowaniu relacji historii mówionej przez długi okres. By relacje te zachowywać na taśmach wideo potrzeba kolejnych badań nad różnymi formatami. Format CD jest technologią, która udowodniła swoją przydatność przez długi czas. Dzięki tej technologii, badacze historii mówionej mogą przenieść swoje starsze nagrania na płyty CD a przez to lepiej zachować swoją kolekcję. Wpływa to także na długowieczność kolekcji. Niektórzy twierdzą jednak, że przy umieszczaniu historii mówionej na kompaktach pogarsza się jakość dźwięku. The Folk Heritage Collections, znajdująca się w Bibliotece Kongresu, ustanowiła standard 24 bitów przy obróbce cyfrowej. To daje wyśmienitą jakość dźwięku, z dużą ilością szczegółów. Biblioteka Kongresu używa płyt kompaktowych jako jednego z nośników i uważa je za bezpieczną metodę przechowywania materiałów.
Relacje historii mówionej nagrywane na nośnikach analogowych przenoszone są na formaty cyfrowe, by zwiększyć ich długowieczność. Następnie formaty takie muszą być przechowywane, wraz z danymi dotyczącymi nagrania, tak samo jak inne nośniki cyfrowe. Emulacja i migracja danych to dwa sposoby pozwalające na zmianę formatu w celu zapewnienia większej trwałości.

## Podstawowe zachowywanie kolekcji

### Ogólne
Podstawową zasadą zachowania relacji historii mówionej jest zrobienie trzech kopii każdej z historii, jej transkrypcji i dodatkowych dokumentów (podsumowania i oświadczenia).
- Pierwsza kopia - oryginał
- Druga kopia - duplikat
- Trzecia kopia - kopia do użytku publicznego

### Relacje zachowane na papierze
- Należy się upewnić, że transkrypcja dokonywana jest na papierze bezkwasowym
- Należy zachować oryginalną transkrypcję i zrobić kopie do użytku publicznego. Nie należy wypożyczać oryginału
- Należy przechowywać kopie transkrypcji w odpowiednich warunkach

### Nośniki magnetyczne
- Należy zachować oryginalną taśmę jak i transkrypcję relacji
- Należy zrobić kopię do użytku publicznego
- Należy przechowywać taśmy z daleka od źródeł pola magnetycznego
- Przestrzegać użytkowników przed przewijaniem taśm
- Taśmy-matki muszą być odtworzone raz na jakiś czas
- Taśmy należy trzymać w warunkach o temp. pomiędzy 10 a 20 stopniami Celsjusza i pomiędzy 40 a 50% względnej wilgotności.

### Nośniki cyfrowe
Jest wiele różnych nośników cyfrowych, dlatego żadne wspólne wytyczne nie zostały ustalone.

## Archiwa historii mówionej
Zbiory relacji często przechowywane są w archiwach, które zapewniają im odpowiednie warunki i przedłużają trwałość. Panuje w nich odpowiednia temperatura a wykwalifikowane osoby dbają o zebrane materiały. 
W Polsce Centrum Archiwistyki Społecznej opracowało bezpłatny podręcznik oraz Otwarty System Archiwizacji, przeznaczone dla podmiotów chcących właściwie przechowywać i opracowywać swoje zbiory.